# Meven Mordiern
Pour les articles homonymes, voir Le Roux.
Meven Mordiern (29 octobre 1878 - 4 février 1949), René Le Roux à l'état-civil, est un écrivain de langue bretonne, un érudit spécialiste de civilisation celtique et le principal collaborateur du linguiste François Vallée. Pendant l'entre-deux-guerres, il a une influence importante sur le mouvement breton.

## Biographie
Meven Mordiern naît le 29 octobre 1878 dans une famille bordelaise aisée, sans origine bretonne identifiée. Son père, un officier médecin aux armées, une fois arrivé en retraite (mars 1882) s'installe à Villiers près de Vendôme (Loir-et-Cher). René Le Roux vit à Villiers avec ses parents jusqu'en mars 1891. De 1891 à 1897 il poursuit ses études au Lycée Condorcet à Paris. Il réside à Paris jusqu'en 1920, mis à part un séjour à Londres pour apprendre l'anglais de juillet 1898 à juin 1899.
À l'exception des années sous les drapeaux, passées à Saint Denis durant la guerre de 1914-1918, il va consacrer toute son existence à étudier les civilisations celtiques, à côté de recherches axées autour des sciences de la nature et des sciences humaines.
Après la mort de sa mère, en mars 1920, il part s'installer dans le nord de la Bretagne, au village de Saint-Hélory en Pordic, à quelques kilomètres de Saint-Brieuc.
S'il n'a appris le breton que tardivement, il a été l'un des principaux instigateurs du mouvement de création massive de néologismes bretons à partir de racines celtiques, sur le modèle notamment de l'espéranto. En collaboration permanente avec le grammairien et lexicographe François Vallée, il est l'auteur d'un travail considérable sur les anciens Celtes : Notennou diwar-benn ar Gelted koz, Sketla Segobrani, mais aussi d'une Histoire du Monde (Istor ar Bed) et d'autres essais publiés par la revue Gwalarn.
Très intéressé par les anciens Celtes, Meven Mordiern, qui se considère lui-même comme un de leurs descendants, rédige un ouvrage sur la civilisation celtique intitulé Notennou diwar-benn ar Gelted koz, o istor hag o sevenadur ; dastumet hag urziet gant Meven Mordiern ha laket e brezoneg gant Abherve (Notes au sujet des anciens Celtes, leur histoire et leur civilisation ; réunies et classées par Meven Mordiern et traduites en breton par Abherve (François Vallée), qui paraît à partir de 1911, faisant l'objet de plusieurs rééditions. Entamée dès 1944, une édition collective a paru sous la forme d'un gros in-octavo de 494 pages aux éditions Skridoù Breizh - Éditions de Bretagne en 1946; ainsi qu'en 2015 sous une forme plus illustrée aux Éditions An Alarc'h pour un premier tome.
Avec François Vallée (Abherve) et Émile Ernault (Barz Ar Gouët), Meven Mordiern formait le groupe des « X3 », passionné par l'antiquité celtique, qui s'attela au chantier de sa grande « saga » sur l'antiquité celtique : les « Sketla Segobrani », mémoires apocryphes du mercenaire celte Segobranos, dont le premier Livre « Dis Atir - Teutatis » est imprimé chez Prud'homme en 1923, les Livres II-III sortant en 1924 en un volume, et le Livre IV « Taranis - Esus » en 1925. Les « Sketla Segobrani » sont illustrés par James Bouillé, membre des Seiz Breur.
Selon Sébastien Carney, ces deux ouvrages « prétendent faire preuve d'érudition sur les Celtes de l'antiquité, tout en s'inspirant des théories raciales indo-européennes en vogue » dans les années 1920. Le Roux entretiendra Olier Mordrel, futur leader du parti national breton collaborant avec l'Allemagne nazie pendant la seconde Guerre mondiale, de sa conception de la race bretonne. Il considère en effet que la nationalité bretonne n'est pas tant une question de gènes qu'une adhésion culturelle, a fortiori dans une population bretonne qu'il considère comme trop métissée et donc affaiblie.
À la fin de sa vie, ses rentes ayant perdu toute valeur, René Le Roux se trouve plongé dans une affreuse misère (il survit en trempant du pain dans un bol de lait que lui fournit chaque matin son voisin agriculteur au village de Saint-Hélory - témoignage recueilli en 1970)[réf. nécessaire]. Il meurt démuni à l'hôpital de Quintin le 4 février 1949, quatre mois avant Fransez Vallée. Meven Mordiern a confié ses derniers manuscrits à Monsieur de Coatgoureden[réf. souhaitée]. Par testament, en défiance de la France qui l'a ruiné[réf. nécessaire], Meven Mordiern lègue sa bibliothèque au gouvernement des États-Unis ; elle se trouve aujourd'hui à la Bibliothèque du Congrès, à Washington.

## Publications
- Notennou diwar-benn ar Gelted-koz o istor hag o sevenadur (dastumet hag urziet gant Meven Mordiern ha lakaet e brezoneg gant Abherve / réunies et mises en ordre par Meven Mordiern et traduites en breton par Abherve), 12 fascicules entre 1911 et 1922.
  - I, An Oriant, Bayon, 1911.
  - II, An Oriant, Imprimerie du Peuple breton, 1912.
  - III, Keraez, Moullerez Ar Bobl, sans date, 43pp.
  - IV, Keraez, Moullerez Ar Bobl, sans date.
  - V, Sant-Brieg, Ti-Moulerez Sant-Gwilherm, 1913, 34pp (rééd. 1917).
  - VI, An Oriant, imprim. du Peuple breton, 1913.
  - VII, An Oriant, imprim. du Peuple breton, 1913.
  - VIII, Sant-Brieg, Prud'homme, 1921.
  - IX, Sant-Brieg, Prud'homme, 1917.
  - X, (Morlaix), imprim. Lajat, 1913.
  - XI, Sant-Brieg, Prud'homme, 1914.
  - XII, Sant-Brieg, Prud'homme, 1922, 62pp (rééd. 1924).
  - réédition en un volume : P., Édition de la Bretagne, 1946.
- Sketla Segobrani, par X3 (avec François Vallée et Emile Ernault) ; Saint-Brieuc, Prud'homme, 1923-1925, 3 volumes (illustrations de James Bouillé.
- Istor ar Bed (en 7 livres & 8 fasc.) ; Brest, Gwalarn, de 1929 à 1939.
- Prederiadennou diwar-benn ar yezou hag ar brezoneg ; Brest, Gwalarn (76, 78, 82, 84, 86, 88), 1935-1938.
- Hunvreou Sant-Helori ; St-Brieuc, Prud'homme, 1938, 56pp.
- Talar an hoc'h ; Preder, kaier 57, meurzh 1964, 50pp.
- Daou lizher da Loeiz Andouard ; in Hor Yezh n° 117, here 1982, pp 63-73.
- Istor eur c'halvedigez, Mouladurioù Hor Yezh, 1986.
- Envorennoù bugeliez (3 vol.) ; Mouladurioù Hor yezh, 1986-1987-2000.
- E fealded va c'houn hag e padelezh va c'harantez. Lesneven, Hor yezh, 2001.